# نيسم (علم أحياء)

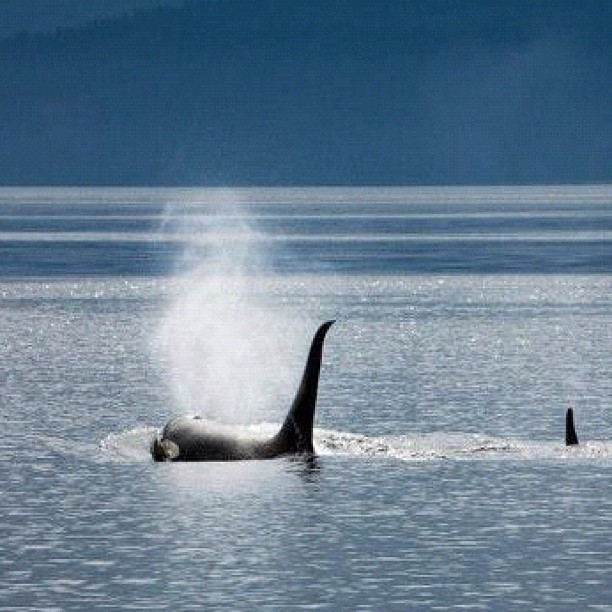
حوت قاتل يزفر الرذاذ من النيسم.

النَّيْسَم أو فتحة النفث[بحاجة لمصدر] في علم الأحياء هي فتحة في رؤوس الحيتانيات تستعملها لتنفُّس الهواء عند الصعود إلى سطح الماء. تُنَادِد (تقابل) النيسم عند الحيتان المنخر عند باقي أنواع الحيوانات. يقوم الحوت عندما يصل إلى السطح للتنفس بزفيرٍ قويٍّ عبرالنيسم، ولا ينفث خلال ذلك الهواء وحده، إنَّما أيضاً المخاط وثاني أكسيد الكربون الناتج عن أيض جسمه والذي يُخزَّن داخله أثناء غوصه تحت الماء. وعند الزفير، تخرج هذه المواد إلى الهواء البارد والأقل ضغطاً، فيتكثَّف بخار الماء على الفور. يمكن مشاهدة الرذاذ الذي يُطلَق من النيسم خلال الزفير من على مسافة بعيدة، حيث يظهر كعمودٍ أبيض.

## إصدار الصوت
تقع الجيوب الهوائية عند الحيتان تحت النيسم مباشرة، وهي التي تتيح للحيتان إصدار الأصوات للتواصل بين بعضها البعض أو - في حالة بعض الأنواع - تحديد الموقع بالصدى. هذه الجيوب مملوءة بالهواء، وتقوم بإفراغه عند الرغبة بإصدار الصوت.

## التشريح

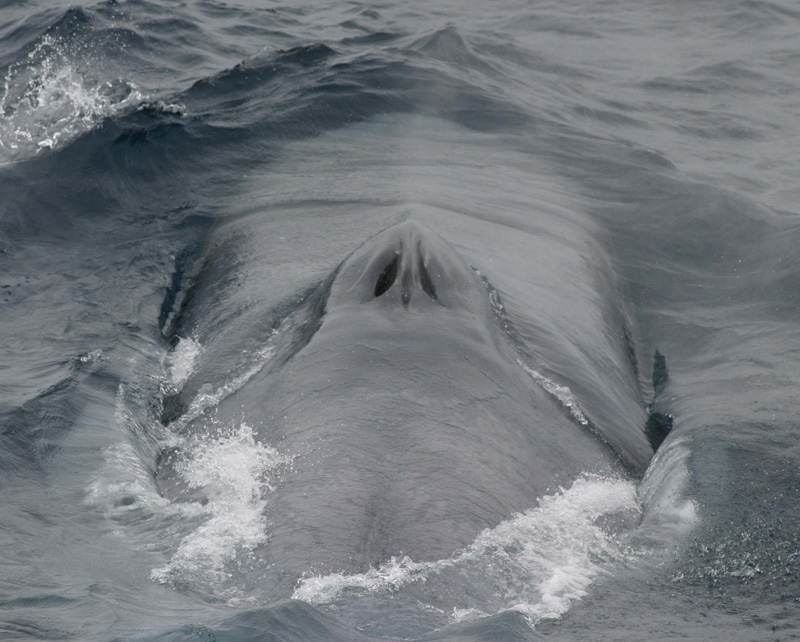
النيسم الثنائية عند الحيتان البالينية، ويظهر شكلها الشبيه برقم 7.

لدى الحيتان البالينية فتحتا نفس تشكِّلان هيئة رقم 7، فيما أن لدى الحيتان المسننة فتحة واحدة. بالنسبة لحوت العنبر (وهو من أنواع الحيتان المسننة)، فإن النيسم تقع يسار مركز الجسم (أي ليس على وسط الرأس) وعند مقدمة الخطم، وهي تمثل منخر الحوت الأيسر، فيما أنه ما من فتحة خارجية لمنخره الأيمن، رغم أن مسار هذا الأخير داخل الجسم متطور نسبياً.
لا يتصل ممر الرغامى التنفسي في أجسام الحيتان إلا بالنيسم. كما أن الفتحة لا تتصل بأي شكلٍ مع المريء على عكس الحال عند البشر ومعظم الثدييات الأخرى، ونتيجةً لهذا، فإنه ما من خطرٍ لأن ينزلق الطعام خطأ اتجاه رئة الحوت عوضاً عن معدته أثناء الأكل (على عكس البشر والثدييات الأخرى أيضاً)، لكن في المقابل فإن الحوت لا يستطيع لهذا التنفس عبر فمه، ولذلك فإنه لا يمتلك منعكساً بلعومياً.